# Географија Швајцарске
Швајцарска се налази у средњој Европи и простире се између Женевског и Боденског језера, у средишњем делу високих Алпа и северно од њих. Северна географска ширина износи 45,8 степени до 47,8, а географска дужина 5,9 до 10,5 источне географске дужине. Укупна површина државе износи 41.285 km² од чега је само 4,2% воде. Просечна надморска висина је 0д 500- 800 m. Са својих 41.285 km² Швајцарска је релативно мала земља. Дистанца између севера и југа је само 220 km (три сата колима или 4 сата возом). Удаљеност исток - запад је 350 km. Путујући кроз Швајцарску три, четири сата званични језик може да се промени, два, три чак и четири пута. Број становника је око 7,4 милиона, густина насељености је 182 становника на км². Јужни део који је углавном планински (што је више од половине Швајцарске) је ређе насељен, док је северни део много приступачнији те и више насељен са брдовитим, шумовитим теренима, пропланцима као и неколико великих језера.
Швајцарска се граничи са Немачком, Аустријом, Италијом, Лихтенштајном и Француском. Главни али и не највећи град је Берн који је први међу једнакима што је лајт-мотив швајцарског идентитета.

## Топографске области
Швајцарску чини три основне топографске области : 
- Швајцарски Алпи,
- Швајцарски плато, у средини и
- област Јура, која се протеже на југозападу дуж границе са Француском.

### Швајцарски Алпи
Швајцарски Алпи (Бернски, Грајски, Готхард, Валишки, Адулски, Пенински) су највише планине које чине планински венац дуж централно- јужног дела земље. Протежу се дужином од 200km са просечном висином од 1700 m и чине близу 2/3 укупне површине Швајцарске. Алпи обезбеђују развође, одређују климу и вегетацију, у великој мери доприносе идентитету Швајцарске и њеној економској активности.
Економски развој Швајцарске поспешило је још крајем XIX века пробијање тунела Сен-Готард и Симплон, тако да је данас саобраћајна мрежа путева и тунела преко и кроз Алпе импресивна. Котлине највећих река Роне, Горњи Рина, Реус и Тићино разграничавају и деле поједине планинске области. Од свих врхова Швајцарских Алпа, највиши међу њима су Дифур висок 4,638 m где се налазе многобројне удолине, бројни водопади и глечери (ледници) и Матерхорн висок 4478m. Од Алпа креће неколико главних европских река као сто су Рајна, Ин, Рона, Аре и Тићино слив који се сливају у највећа швајцарска језера као што со Женевско језеро, Циришко језеро, Нешател и Констанс језеро. Многа језера су ледничког порекла. Има и мањих језера близу и на планинама која су тиркизне боје, посебно лети. Најпознатија планина је Матерхорн (4478 m) у кантону Валис и Пенински Алпи који доминирају долином реке По гранично са Италијом. Највиша планина Дифур (Дуфоур) или Монте Роса је веома близу њима али није тако позната. Део Бернских Алпа изнад дубоке глечерске Лаутербрунен долине краси 72 водопада. Веома су познати и Јунгфрау (4158), Монх, Ајгер - чувена група врхова, и многе живописне долине у региону. На југоистоку дуга Енгадин долина окружује област Санкт Мориц у кантону Граубинден, где се налази и познат највиши врх, Бернина, висок 4049m (највиши врх Источних Алпа).

### Мителанд или Плато
Северни део и густо насељен део земље зове се Мителанд или Висораван. Плато се протеже од Женевског језера југозападно према језеру Констанц на североистоку. Просечна надморска висина је око 580 m. Он покрива око 30% површине Швајцарске али је зато насељен са скоро 2/3 укупног становништва. Насељеност је 450 становника по км². Само је пар регија у Европи више насељено. Плато је веома урбанизован, градови и села се нижу једни за другим. Већина индустрије и пољопривреде Швајцарске је концентрисано у овој области. Ту постоје прелепи брежуљкасти пејзажи, делом шуме, делом простране ливаде, обично са пашњацима, или ту се узгаја поврће и воће, што успева и на планинама. Све је то испреплетено густом мрежом сеоских путева. Велика језера и највећи швајцарски градови су у овој области. Између Билског језера, Муртена и Нешатела радовима који су започети још у XIX веку око 400km ² је од мочварног земљишта претворено у богати плодну земљу. Међутим, сигурно је да експанзија становништва и инфраструктуре утичу да се земља и узгој култура све више губи. Овај део, нарочито западни, се назива и Морска земља,"Земља језера“. Река Рона улива се у највеће швајцарско језеро, Женевско језеро у кантону Вале и онда се искључује на граници са Француском око Женеве.

### Област Јура
Област Јура је на северозападу државе и делом на граници са Француском. Масив Јура је кречњачко подручје и протеже се од Женевског језера до Рине чинећи 12% површине Швајцарске. Ово подручје лежи у просеку на 700 m изнад нивоа мора и чине га живописна брда која пресецају речне долине. То су углавном шумске области и пашњаци у којима је развијено сточарство и занатство. Хладна и влажна клима утиче да је слабије насељено. Бројни фосили и трагови диносауруса су пронађени у Јура регији тако да је по њој тај период и назван. Стене у овој области датирају од пре 200 милиона година. Стена из овог доба има и на другим местима у свету, али је крајем XVIII века баш у овој области почето са њиховим изучавањем.

## Клима
Клима у Швајцарској је умерено-континентална, на планинама планинска, претежно алпска. У умереној зони Алпи имају климу која се одликује ниском температуром због висине (температура пада за око 1º повећањем висине за око 200m) и порастом падавина које делом падају у облику снега. На већим висинама снег је константан. Зиме на планинама су са наизменичним сунцем и снегом. На падинама се стварају микроклиматски услови, а у долинама дувају ветрови, нарочито током зиме са Алпа дува ветар звани „фен“. Клима је веома различита између места, од ледене на планинама до пријатне медитеранске климе на југу Швајцарске. Лето је топло и влажно са повременом кишом што је веома повољно за пашњаке и стада, те је трава током целог лета зелена. Јужне долине у Валису су на таквом положају да остају суве. Граубинден такође по неки пут има суву климу и мање хладну, али са обилним снегом зими. Највлажније поднебље имају високи Алпи и Тесин (Тићино) али и доста сунчаног времена са јаким кишама с времена на време. Исток је хладнији него запад Швајцарске, али негде високо на планинама време је хладно у било које доба године. Падавине су потпуно умерене у току године, али има и одступања у односу на годишње доба зависно од места. Јесен је учестало најсувље годишње доба, али време у Швјацарској је веома променљиво из године у годину, и веома тешко за предвиђање.
Клима у Швајцарској се толико разликује у појединим мјестима, да у прољеће, док се на алпским пашњацима топи снијег, у долинама (као што је Тесин (Тичино)), цвјета лимун и тропско воће. Таква ситуација типична је за југ Швајцарске.

### Ледена Швајцарска
У селу Ла Бревин у кантону Нешател, 1987. године измјерена је најнижа температура забиљежена у Швајцарској, -41,8 °C. Ла Бревин је посебан по томе, што је смјештен између брда, која затварају проток ваздуха, те зими хладни ваздух остаје у селу и не може да се извјетри, те се константно температура снижава. Локалитет са најнижом просјечном годишњом температуром је Јунгфраујох (3463 м н. в.), са -7,2 °C, док је насељено мјесто са најнижом просјечном годишњом температуром Самедан, у кантону Граубинден, са око 2 °C. У Самедану, температура испод нуле се задржава у просјеку 234 дана годишње.